# Zambra (España)
Zambra es una pedanía del municipio de Rute, en el sur de la provincia de Córdoba, en Andalucía, España.
Cuenta con una población de unos 528 habitantes según el censo de 2010. Dentro del término pedáneo de Zambra se encuentran otras pequeñas aldeas o pedanías como El Nacimiento de Zambra, donde nace el río Anzur, y que cuenta con una población de unos 200 habitantes y El Cerrillo de la cañada con alrededor de 40 habitantes.
El núcleo poblacional de Zambra se divide en dos núcleos diferenciados de población conocidos como El Barrio (zona alta), en la falda de la montaña y El Prado (zona baja), colindante al río Anzur.
En la zona alta destaca el elemento patrimonial más relevante de Zambra, que es la iglesia de Nuestra señora de Gracia, del S. XVIII y estilo neoclásico. En la misma plaza puede verse también una bonita fuente barroca rodeada de plantas.

## Historia
Los primeros datos que se tienen acerca de Zambra datan de la época romana conocida como Cisimbrium. Plinio el viejo en su Naturalis historia  la menciona como un oppidum stipendiarium (ciudad que paga tributos) bástulo situado en la bastetania, en el curso medio del Singilis (Río Genil) , que vierte hacia el mar y promocionado a municipio de derecho latino bajo la dinastía Flavia. 
De la Edad Media se conserva aún parte del castillo situado en la cima de un monte a escasos cientos de metros del asentamiento actual de la pedanía. El castillo se encuentra en ruinas manteniéndose en pie dos torres y una sala abovedada.
Zambra aparece mencionada en la Primera Crónica General, Estoria de España que mandó componer Alfonso el Sabio y se continuaba bajo Sancho IV en 1289. Publicada por Ramón Menéndez Pidal (Madrid 1906) donde en el capítulo 1057 refiere la conquista de Córdoba por el rey Fernando III el Santo, posiblemente por la primavera o verano de 1240, cuando la población musulmana de Zambra se diera por pleitesía conservando así sus posesiones y recibiendo los fueros que el propio rey reitera en 1251, Sevilla 26 de abril: "...et vos maestro, et la orden de Calatrava habedes á tener á los moros de Zambra al fuero que les yo di, et les otorgue por mi carta..." al determinar el rey los límites de los pueblos de Martos y Locubín con Jaén por pleitos con la Orden de Calatrava dando a estos Zambra a cambio de Susana y Zafra y otras posesiones en Arjona.

## Demografía
| Gráfica de evolución demográfica de Zambra entre 1860 y 1860 |
| |
| Población de derecho según los censos de población del INE Población de hecho según los censos de población del INEEntre el censo de 1877 y el anterior, este municipio desaparece porque se integra en el municipio Rute Entre el censo de 1860 y el anterior, aparece este municipio porque se segrega del municipio Rute |

## Economía y cultura
La economía de la villa está íntimamente ligada a la agricultura, fundamentalmente al cultivo del olivar, existiendo antiguamente diversos cortijos o haciendas con molinos donde se prensaba la aceituna. En Zambra, al igual que en la mayor parte de la Subbética se obtienen aceites de gran calidad. 
Debido a su clima es posible el cultivo de una gran cantidad de plantas como los tomates, pimientos, patatas, etc, así como de árboles, como pueden ser los almendros, membrillos, granados, manzanos, higueras, etc.
Otra actividad de importancia es la ganadería existiendo en la zona explotaciones dedicadas a la cría de porcino y caprino. Si bien esta actividad se orienta en muchas ocasiones al autoconsumo de leche y derivados lácteos del ganado caprino y chacinas en los cerdos. La matanza del cerdo a finales de otoño es una práctica aún extendida entre las familias.
La caza es muy popular entre los habitantes de la zona presentando varias especies de caza menor como son la perdiz, la liebre y de manera especial el conejo.
En el manantial del río Anzur se estableció una empresa embotelladora de agua mineral procedente de este río.
Gastronomía
La gastronomía de Zambra no dista mucho de las localidades de alrededor. En este apartado podemos resaltar las chacinas elaboradas con aliños tradicionales. Son típicas de la zona las chacinas de chorizo, morcilla de cebolla y morcilla blanca o morcilla de sesos. Es frecuente la elaboración de gazpacho de almendras con aderezos de manzana. En verano uno de los platos más recurrentes es el tomate de la zona servido con aceite y sal. Los guisos acompañados de conejo son también muy consumidos en el pueblo.
El dulce típico de la zona la carne de membrillo sólo acompañado con queso o requesón de leche de cabra. También es frecuente la elaboración de pan de higo, gachas y dulces con almendra.